# The Men
The Men est un groupe de rock américain, originaire de Brooklyn, dans l'État de New York.

## Biographie

### Débuts (2008-2011)
The Men est formé en 2008 à Brooklyn (New York) par Nick Chiericozzi, Chris Hansell et Mark Perro,.  C’est en trio et sans véritable batteur que le groupe effectue ses premiers enregistrements autoproduits : un EP intitulé We Are the Men, un premier album intitulé Immaculada ainsi que quelques cassettes et 45 tours aux tirages limités. L’album Immaculada est ensuite réédité par le label Deranged Records puis proposé en téléchargement gratuit sur le site Free Music Archive.

### Premiers albums (2011-2013)
L'album Leave Home sort en juillet 2011 sur le label Sacred Bones Records. La musique du groupe est notamment comparée à Sonic Youth, Dinosaur Jr., Mudhoney et Butthole Surfers. Leave Home est qualifié par le guitariste/chanteur du groupe Mark Perro d'album « bruyant », « chaotique » et « distordu ». Le groupe engage dans la foulée Rich Samis au poste de batteur. En parallèle, le bassiste/chanteur et membre fondateur Chris Hansell quitte le groupe. Il est remplacé par Ben Greenberg.
À l’été 2011, The Men enregistre un nouvel album intitulé Open Your Heart qui sort en mars 2012. Très bien accueilli par la presse spécialisée,,,, l’album prend ses distances avec le garage punk bruitiste des débuts et intègre d'autres styles musicaux tels que la country, le classic rock, le rock psychédélique, la surf music et la blue-eyed soul ,.

### New MoonetTomorrow's Hits(2013-2015)
En 2013, The Men publie un troisième album intitulé New Moon, ainsi que le EP Campfire Songs à dominante country folk,. Avec ces deux réalisations, le groupe s’éloigne encore davantage de ses origines punk rock pour une musique plus nuancée et mélodique.
Un quatrième album intitulé Tomorrow's Hits sort au printemps 2014,. Pour ce dernier, le groupe s’est inspiré notamment des albums Fun House des Stooges, Exile on Main St. des Rolling Stones ainsi que des classiques des labels Stax et Motown.

### Devil Music(depuis 2016)
Le 12 septembre 2016, le groupe annonce son sixième album, Devil Music.

## Membres

### Membres actuels
- Mark Perro - chant, guitare, claviers (depuis 2008)
- Nick Chiericozzi - chant, guitare (depuis 2008)
- Rich Samis - batterie (depuis 2011)
- Kevin Faulkner - basse, lap steel (depuis 2011)

### Anciens membres
- Chris Hansell - chant, basse (2008-2012[4])
- Ben Greenberg - chant, basse, guitare, claviers (2011-2014)

## Vidéos promotionnelles
- 2013 : Electric (Live in London)[18]
- 2013 : I Saw Her Face[19]
- 2014 : Pearly Gates[20]
- 2014 : Different Days[21]